# Glumslövs kyrka
Glumslövs kyrka är en kyrkobyggnad i Glumslöv. Den tillhör Kvistofta församling i Lunds stift.

## Kyrkobyggnaden
Kyrkans långhus av sten är från slutet av 1100-talet. På 1400-talet tillkom takets valv och tornet med trappstegsgavlar. Vapenhuset i söder byggdes i slutet av medeltiden. Långhuset förlängdes mot öster 1872. Då tillkom även ett nytt smalare kor och en sakristia.

## Kyrkogården
Här ligger poeten Gabriel Jönsson begravd tillsammans med sin hustru Annika.

## Inventarier
Altaruppsatsen är från 1684 och kyrkans fönster har glasmålningar av Ralph Bergholtz från 1951.

### Orgel
1856 byggde Lindgren en orgel med sex stämmor som 1893 ersattes av en med sju stämmor, konstruerad av Åkerman & Lund i Stockholm. 1962 installerades en ny orgel byggd av Frederiksborgs Orgelbyggeri i Hilleröd och var en mekanisk orgel med ny fasad.
Den nuvarande orgeln är byggd av Karl Nelson Orgelbyggeri AB 2002.
| Huvudverk I   | Bröstverk II    | Pedal        | Koppel |
| Prestant 8'   | Trägedackt 8'   | Subbas 16´   | I/P    |
| Gedackt 8'    | Ehrneliflöjt 4' | Principal 8' | II/P   |
| Spetsflöjt 4' | Waldflöjt 2'    | Trumpet 8'   |        |
| Kvinta 3'     | Krumhorn 8'     |              |        |
| Octava 2'     | Tremulant       |              |        |
| Mixtur III    |                 |              |        |
| Trumpet 8'    |                 |              |        |

## Bildgalleri

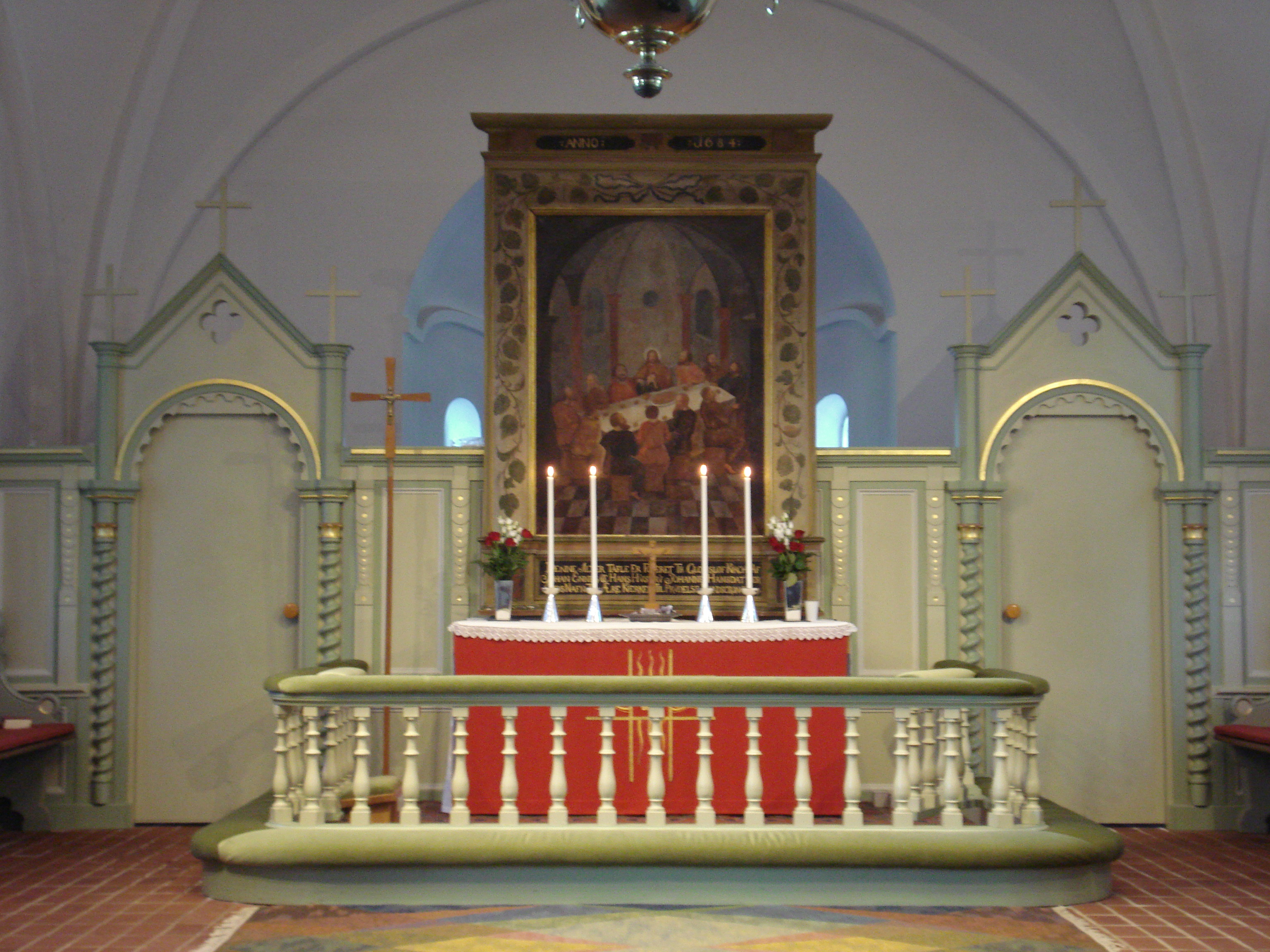
Koret.
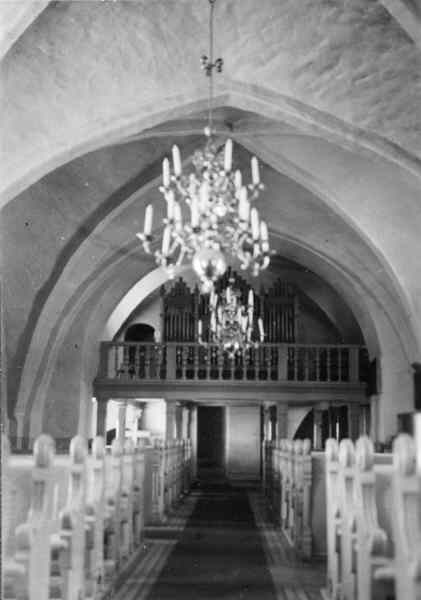
Orgelläktaren och den förra orgeln.
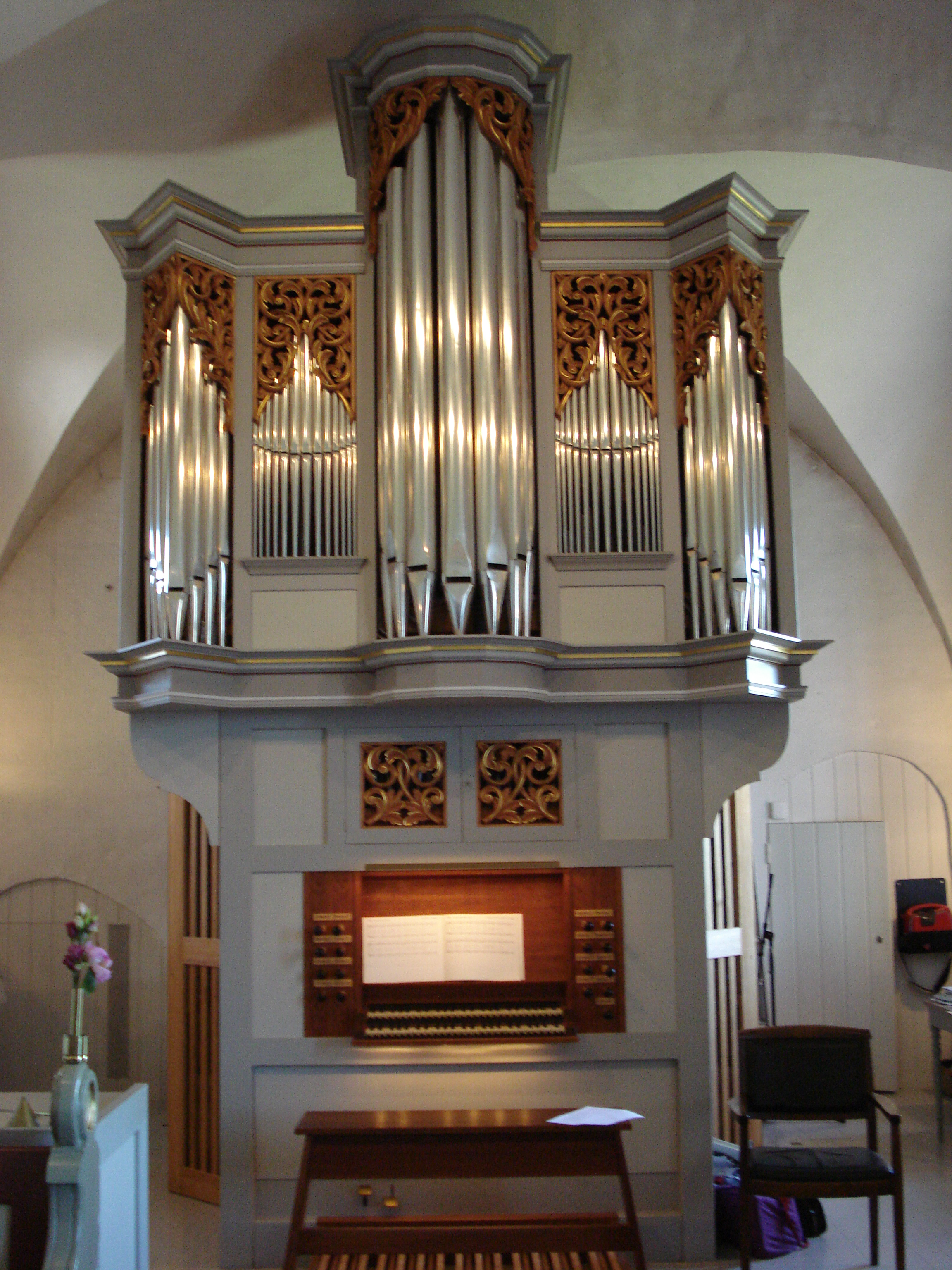
Den nya orgeln, byggd 2002.